# Feulen
Feulen (en luxembourgeois : Feelen ), est une commune luxembourgeoise située dans le canton de Diekirch.

## Étymologie
La commune tient son nom d'un des ruisseaux qui la traversent, la Fél (en luxembourgeois Feel).
Le nom du village apparaît premièrement sous la forme latinisée de Filuna en 983[réf. souhaitée], pour devenir en 963[réf. souhaitée] Viluna, et finalement Feelen en luxembourgeois (Feulen en français et en allemand).

## Géographie

### Sections de la commune
- Niederfeulen (Niederfeelen, signifiant « Feulen-le-Bas »)
  - Feelenerhecken
- Oberfeulen (Uewerfeelen, signifiant « Feulen-le-Haut »)
  - Hirtzhaff
  - Hubertshaff

### Communes limitrophes
| Esch-sur-Sûre (Heiderscheid) | Bourscheid (Scheidel) | Bourscheid (Welscheid) |
| Mertzig                      | Feulen                | Ettelbruck             |
|                              | Vichten               |                        |

## Histoire

### Préhistoire
Feulen était déjà peuplé depuis longtemps. Sur les collines entourant la vallée de la Wark (plaine inondable), les hommes de l'âge de pierre disposaient d'une station pour la fabrication d'outils et d'armes sur l'actuel "Bucheknapp",

### Antiquité
Les Celtes construisaient des fermes et pratiquaient l'agriculture, ce dont témoignent de nombreux sites et tumulus . Les Celtes ont été suivis par les Romains, dont la présence est attestée par d'innombrables ruines, y compris des hypocaustes/chauffages.

### Moyen Âge
Lorsque les Francs ont conquis les terres luxembourgeoises, Feulen a fait partie du domaine de la couronne franque jusqu'en 893, lorsque le roi Arnulf de Carinthie a fait don de plusieurs villages et domaines au monastère de Saint-Maximin, dont Feulen (alors orthographier "Fulina"). Entre-temps, les fermes individuelles sur les collines avaient été remplacées par de petits villages sur les affluents de la Wark : Niederfeulen sur la Fél, Oberfeulen sur la Mëchelbaach.
En l'an 963, Feulen (alors appeler "Viulna") est entré dans l'histoire nationale du Luxembourg, lorsque le comte ardennais Sigefroid a échangé ses domaines de Feulen contre le Bockfelsen à Luxembourg avec l'abbaye de Saint-Maximin près de Trèves, posant ainsi la première pierre de la ville de Luxembourg.

Traduction en français du document
"Il convient de faire savoir à tous les croyants chrétiens d'aujourd'hui et de demain, au clergé et aux laïcs, que le comte Sigfrid, issu d'une famille noble, avec le désir d'acquérir le château appelé Lucilinburhuc comme propriété, s'est tourné vers M. Bruno, l'archevêque et frère de l'Empereur, qui à cette époque détenait la domination sur le royaume juste après lui et lui expliqua sa volonté. Après avoir demandé l'avis de l'archevêque et obtenu sa permission, il se rendit chez l'abbé Viker et chez les autres moines de Saint-Maximin, propriétaires du château, avec une demande pour être autorisé à l'échanger contre sa propre propriété. L'abbé et les frères acceptèrent avec joie et il fut convenu que les biens seraient échangés au profit des deux parties. Il a donc été mentionné compter de sa propre possession au monastère St. Maximin dans la reddition légalement valide 1½ Mansen avec les serfs et les censuals dans le comté du comte Giselbert, dans l'Ardennergau, dans le village de Feulen. Avec le consentement des moines assemblés, il a reçu dudit abbé le fort mentionné avec les pentes et les revenus et toutes les terres sur le lit de la rivière Alzig jusqu'aux vieux troncs d'arbres qui se dressent devant le mur de ce fort, comme il s'étire en longueur et en largeur. Il y a donc la même fortification à Methingau, dans le comté du comte Godfrid, au-dessus de l'Alzette. L'échange est conclu à la condition que le comte et l'abbé aient tous deux le pouvoir libre et public de garder, donner, vendre ou généralement de faire des biens acquis ce qu'ils veulent sans contradiction humaine."
Les moines ont construit une église paroissiale entre les villages sur une colline et sur un chemin de liaison romain peu après 963, vers l'an 1000. Cette première église a été suivie de deux ou trois autres jusqu'à ce que l'église paroissiale actuelle soit reconstruite à partir des fondations en 1725.
L'abbaye de Saint-Maximin a conservé le domaine de Feulen jusqu'au XIVe siècle. Mais entre-temps, deux puissantes familles de chevaliers étaient apparues dans le voisinage : Bourscheid et Esch-sur-Sûre.
Feulen est passé sous la juridiction d'Esch-sur-Sûre. Cependant, les sujets étaient obligés de servir et d'obéir aux deux seigneurs.
En outre, il y avait déjà en 1294 la famille "von Feelen", dont la maison noble, était située à l'endroit de l'actuelle école des pompiers près du moulin. A la maison noble de Feulen appartenaient également des biens de Bourscheid, probablement les biens de mariage d'une fille de la maison Bourscheid, qui a épousé peu avant 1294 Hue von Feulen. Les "von Feelen" (Hue, Johann, Wilhelm et Heinrich) reprennent donc les armoiries des von Bourscheid : d'argent au lévrier courant de sable accompagné de trois feuilles de nénuphar de gueules. Ce blason est donc devenu le blason communal de Feulen. La dynastie des von Feulen s'est éteinte par la lignée masculine vers 1400, les domaines revenant alors en partie à la famille Bourscheid.

### Renaissance
En raison de la faible industrialisation dans la région, la population s'est à peine développée au début de la renaissance. En 1611, il y avait 44 ménages à Feulen (30 à Niederfeulen et 14 à Oberfeulen), en 1635 le nombre augmenta à 58 ménages (35 à Niederfeulen et  23 à Oberfeulen), puis après des années de guerre et de peste, il n'en restait plus que 22 (13 à Niederfeulen et 9 à Oberfeulen) en 1656. Ce n'est qu'en 1766 que le nombre de ménages dépassa celui de 1611, avec 66 ménages (40 à Niederfeulen et 26 à Oberfeulen).
Les habitants de Feulen vivaient de l'agriculture et des forêts communales. Vers 1750 une partie des forêts communales fût coupée et remplacée par des Louhhecken (expression luxembourgeoise composée des noms Louh = tanin et Hecken = haies) , pour être transporté vers la Hollande comme bois pour bateau, mais aussi pour être transformé en charbon de bois, afin de le  vendre aux seigneurs forgerons du voisinage. (Les lieux de combustion des fours à charbon de bois, disséminés sur tout le ban, sont encore aujourd'hui facilement reconnaissables)
Pendant le siège de la forteresse de Luxembourg (septembre 1794 - 6 juin 1795) par les troupes françaises. Il y eut quelques escarmouches sur "Kochert" et sur le " Bucheknapp" le 16 décembre 1794 et les jours suivants entre les troupes françaises et les habitants de la région qui voulaient résister aux soldats, au cours de laquelle 6 habitants furent tués. L'annexion du duché de Luxembourg par la France met fin à la période féodale et à ses divisions foncières et ecclésiastiques. Pour l'administration des villages, des "agences" ont été créées. Feulen a formé une "agence" avec Mertzig (village voisin). Mais dès le 1er décembre 1800, sous Napoléon Bonaparte, des mairies sont établies, avec un maire à leur tête. Le premier bourgmestre de Feulen était Mathias Link von Niederfeulen.

### XIXesiècle
Lors des guerres napoléoniennes, 119 jeunes hommes de Feulen-Mertzig ont été enrôlés dans l'armée. Beaucoup ne sont pas revenus (en 1857, il ne restait plus que 8 anciens combattants survivants).
Après 1815, sous administration néerlandaise (le Luxembourg avait été concédé au roi des Pays-Bas), la langue officielle est redevenue l'allemand, puis de 1830 à 1839, sous l'administration belge, il n'y eut aucune augmentation flagrante de la population., le nombre d'émigrants était assez élevé. Ce n'est que progressivement, sous une administration luxembourgeoise indépendante, que certains habitants ont atteint une modeste prospérité. Pendant des décennies, Feulen a été connu dans tout le Luxembourg pour ses Louhhecken (haies tannées), qui occupaient presque toute la surface des terres agricoles. Le commerce du tannage a caractérisé la vie économique tout au long du XIXe siècle jusqu'au XXe siècle, des moulins à tan et des tanneries furent construites (le "Hennesbau", construit en 1827)
Cependant, dans l'intérêt de l'agriculture, les Lohhecken ont été progressivement défrichés à la fin du XIXe siècle, début du XXe siècle. Les premières machines telles que les faucheuses, les charrues réversibles, les râteaux, etc. ont permis de mieux travailler le sol. Les agriculteurs ont fondé des associations locales, des laiteries et des syndicats routiers.

### XXesiècle
Dans la période qui a suivi la Première Guerre mondiale, les distilleries ont commencé à prospérer, notamment à Oberfeulen, tandis que les tanneries ont progressivement cessé leurs activités.
La deuxième guerre mondiale a apporté de grandes souffrances à la communauté. De nombreux jeunes hommes et femmes ont été appelés au service du travail ou de la Wehrmacht. De nombreuses familles ont dû quitter leur domicile contre leur gré. Après plus de quatre ans de domination nazie, Feulen a été libérée le 22 décembre 1944 par le 1er bataillon du 319e régiment de l'armée américaine, commandé par le lieutenant-colonel Hiram Dudley Ives, citoyen d'honneur de la commune. De nombreux luxembourgeois, dont 17 jeunes hommes de Feulen, ne sont pas rentrés chez eux. Un monument leur a été érigé en 1951 près de l'église paroissiale et du cimetière.
L'offensive des Ardennes de 1944-45 avait durement touché la paroisse de Feulen. Les années d'après-guerre sont marquées par la reconstruction. Au début des années 50, les journaliers et les petits agriculteurs cherchaient du travail dans l'usine de pneus américaine voisine et ne pratiquaient l'agriculture qu'à titre accessoire.
En raison de l'emplacement de la communauté à proximité immédiate des zones industrielles et de la communauté d'affaires des communes voisines, la demande de terrains à bâtir était élevée. À partir des années soixante, Feulen est passée d'une communauté agricole à une "communauté dormante". La population n'a cessé de croître : 723 habitants en 1970, 1003 en 1980, 1169 en 1991.

### XXIesiècle
Feulen avait une population de 1376 habitants en 2001, puis 1505 habitants en 2005.
En 2014, la commune de Feulen compte 1671 habitants, dont 28,80 % sont des étrangers de 29 nationalités différentes (portugais, italien, français, cap-verdien,..). 68% de la population a moins de 50 ans.

## Culture & Patrimoine

### Patrimoine religieux
- Église paroissale Saint-Jean-Baptiste de Feulen[5]
- Église Saint-Roch de Niederfeulen[6]
- Chapelle Saint-Antoine-l'Ermite d'Oberfeulen[7]

### Patrimoine civil
- Ancienne école d'Oberfeulen[8]
- Ancienne école des garçons de Niedereulen[8]
- Ancien local du service d’incendie à Oberfeulen[8]
- Centre Culturel Hennesbau[9]
- Centre d'Incendie et de Secours Feulen[8]

### Héraldique

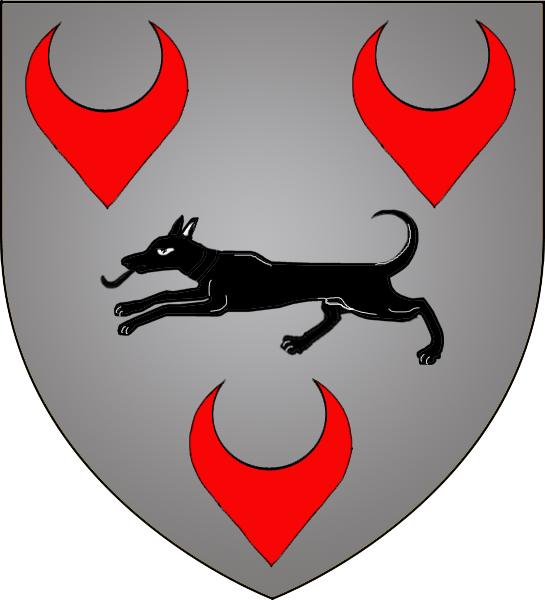
Blason communal de Feulen.

Wappen der Gemeinde Feulen

D'argent au lévrier courant de sable accompagné de trois feuilles de nénuphar de gueules
La commune de Feulen reprend partiellement le style du blason de Bourscheid, en adoptant le champ d'argent et les 3 feuilles de nenuphar de gueules.
Le blason de Feulen, découle de celui de Bourscheid, car l'un membre de la famille noble "von Feelen" se maria à l'une des filles de la famille "Bourscheid", dont Feulen dépendait.

## Politique et administration

### Liste des bourgmestres
| Identité                   | Période          | Période                                     | Durée                      | Étiquette |
| Identité                   | Début            | Fin                                         | Durée                      | Étiquette |
| -------------------------- | ---------------- | ------------------------------------------- | -------------------------- | --------- |
| Fernand Etgen (né en 1957) | 1994             | 3 décembre 2013 (entrée au gouvernement (d) | 19 ans                     | DP        |
| Fernand Mergen (d)         | 20 décembre 2013 | En cours                                    | 11 ans, 2 mois et 22 jours |           |

## Population et société

### Démographie
L'évolution du nombre d'habitants est connue à travers les recensements de la population effectués dans le pays depuis 1821. Les recensements décennaux de la population permettent de caler les chiffres sur la composition de la population par sexe, âge, nationalité et commune de résidence. Entre deux recensements, la population au 1er janvier de l’année {\displaystyle x} est évaluée en ajoutant à la population au 1er janvier de l’année {\displaystyle x-1} les soldes naturel (naissances {\displaystyle -} décès) et migratoire (arrivées {\displaystyle -} départs) de l'année. La même méthode est appliquée pour la répartition par âge au 1er janvier et les effectifs totaux par nationalité. Depuis le 1er septembre 2023, le Luxembourg dénombre 100 communes.
Au 1er janvier 2024, la commune comptait 2 439 habitants.
| 1821 | 1851  | 1871  | 1880  | 1890  | 1900 | 1910 | 1922 | 1930 |
| ---- | ----- | ----- | ----- | ----- | ---- | ---- | ---- | ---- |
| 874  | 1 207 | 1 100 | 1 142 | 1 037 | 947  | 932  | 928  | 888  |

| 1935 | 1947 | 1960 | 1970 | 1978 | 1979 | 1981  | 1983  | 1984  |
| ---- | ---- | ---- | ---- | ---- | ---- | ----- | ----- | ----- |
| 861  | 827  | 729  | 723  | 924  | 959  | 1 003 | 1 060 | 1 100 |

| 1985  | 1986  | 1987  | 1988  | 1989  | 1990  | 1991  | 1992  | 1993  |
| ----- | ----- | ----- | ----- | ----- | ----- | ----- | ----- | ----- |
| 1 110 | 1 110 | 1 140 | 1 143 | 1 170 | 1 175 | 1 169 | 1 207 | 1 237 |

| 1994  | 1995  | 1996  | 1997  | 1998  | 1999  | 2000  | 2001  | 2002  |
| ----- | ----- | ----- | ----- | ----- | ----- | ----- | ----- | ----- |
| 1 300 | 1 283 | 1 296 | 1 282 | 1 279 | 1 289 | 1 313 | 1 369 | 1 423 |

| 2003  | 2004  | 2005  | 2006  | 2007  | 2008  | 2009  | 2010  | 2011  |
| ----- | ----- | ----- | ----- | ----- | ----- | ----- | ----- | ----- |
| 1 464 | 1 446 | 1 465 | 1 501 | 1 484 | 1 502 | 1 536 | 1 572 | 1 585 |

| 2012  | 2013  | 2014  | 2015  | 2016  | 2017  | 2018  | 2019  | 2020  |
| ----- | ----- | ----- | ----- | ----- | ----- | ----- | ----- | ----- |
| 1 563 | 1 587 | 1 671 | 1 793 | 1 903 | 2 062 | 2 080 | 2 164 | 2 224 |

| 2021  | 2022  | 2023  | 2024  | - | - | - | - | - |
| ----- | ----- | ----- | ----- | - | - | - | - | - |
| 2 263 | 2 291 | 2 366 | 2 439 | - | - | - | - | - |

Pour des raisons techniques, il est temporairement impossible d'afficher le graphique qui aurait dû être présenté ici.